# Feel (polská skupina)
Feel polská popová hudební skupina založená v Katovicích v roce 2005 zpěvákem Piotrem Kupichem. Skupina doplnil klávesista Łukasz Kożuch, baskytarista Michał Nowak a bubeník Michał Opaliński.
Skupina získala řadu hudebních ocenění jako Fryderyki, Telekamery nebo SuperJedynki.

## Historie

### 2005—2006: Počátky
Skupina byla založena v květnu 2005 Piotrem Kupichem dva roky poté, co opustil kapelu Sami. Zpočátku pod názvem Q2 založil duo s basistou Michałem Nowakiem. Když kapelu doplnil Łukasz Kożuch a Michał Opaliński změnil se název postupně na Q3, Q4 a Kupicha Band. Kapela nahrála píseň, ale dělal ne jeden a album.

### 2007—2009: Feel
Na konci května 2007 v katovickém klubu Dekadencja skupina natočila videoklip k prvnímu singlu „A gdy jest już ciemno“. Jako host v něm vystoupila tanečnice Aneta Piotrowska, která je známá z pořadu TVN s názvem Taniec z gwiazdami. V červnu bylo oznámeno, že skupina je na seznamu deseti polských umělců soupěřící o výhru na festivalu v Sopotech. Singl „A gdy jest już ciemno“ byla vyslána do rádií v srpnu. Ve stejném měsíci jako zástupci polského rozhlasu Katowice se skupina zúčastnila soutěž „Przebojem na Antenę“, který se koná každoročně ve městě Hajnówka. Skupina obsadila druhé místo a získal Maršálka Podleského vojvodství.
Během 44. ročníku Sopotského festivalu skupina obdržela za píseň „A gdy jest już ciemno“ Jantarového slavíka a také Slavíka publika, když získala 52 procent hlasů. O necelý týden později Dziennik Bałtycki informoval o tom, že píseň může být plagiátem kompozice Carlyho „Simona Coming Around Again“. Nicméně, dle znaleckého posudku, který vydal Úřad festivalu ukázal, že podobnost je jen náhodná.
Debutové album pod názvem Feel vyšlo 26. října a ten stejný den získalo zlatu desku a také debutovalo na 1. místě v seznamu OLiS. V den premiéry se uskutečnilo ve varšavském klubu Traffic Clubie setkání sse skupinou, během kterého se konalo krátká představení. Na konci října měl premiéru také druhý singl z alba „No pokaż na co cię stać“. V listopadu v kongresovém sálu rádia WAWA se konalo předávání Polských hudebních a kulturních cen Zlatý luk. Mezi oceněnými byla také skupina Feel, která obdržela z rukou Elżbiety Zapendowské sošku v kategorii Objev roku. Dne 22. listopadu prodej alba přesáhl náklad 30 000 kusů a nosič byl certifikován platinovou deskou.
Dne 4. února 2008 se konalo ceremoniál předávání Telekamer, během kterého skupina zvítězila v kategorii Hudba, když získala více než dvojnásobek hlasů než druhá v této kategorii Doda. Na konci února Universal Music Group vydala kompilaci Hity numer jeden!, na které se kromě zahraničních hitů nacházel i první singl skupiny s názvem „A gdy jest już ciemno“. Dne 27. března skupina vystoupila pro americkou Poloniu v chicagském Copernicus Center.
Dne 7. dubna v Uměleckém centru Fabryce Trzciny skupina obdržela hudební cenu Fryderyk v kategorii Nová tvář fonografie. Kapela byla také nominována v kategoriích Popové album roku (za album Feel), Skupina roku, Zpěvák roku a Píseň roku (za píseň „A gdy już jest ciemno“). Na konci dubna se seznam ocenění skupiny rozšířil o čtyři sošky, když během Eska Music Awards vyhrála v kategorii Skupina roku Polska, Album roku Polska (za album Feel), Hit roku Polska (za píseň „A gdy już jest ciemno“) a Videoklip roku Eska.pl (skladba „Pokaż na co Cię stać“).
Dne 10. května skupina vystoupila v rámci varšavských studentských dní na třetím dni Evropské vysoké školy ekonomické Alamere. V dubnu byl natočen videoklip ke třetímu singlu „Jak anioła głos“. Ve stejném měsíci nahrávací společnost EMI oznámila, že prodej alba Feel překročil 100 000 kusů, přičemž se 12krát umístil na vrcholu seznamu OLiS. Dne 14. června během 45. Národního festivalu polských písní v Opole skupina vyhrála tři SuperJedynki za Skupinu roku, Desku roku (album Feel) a Superwystęp během festivalového koncertu. O několik dní později, 18. června, měla v rádiu Zet premiéru skladba „Pokonaj siebie“, na kterém spolupracovala skupina s spolu Iwonou Węgrowskou. Autorem textu a hudby byla zpěvačka Patrycja Kosiarkiewicz. Dne 15. července byla skupina hostem v Lesní opeře na Sopotském Festivalu, kde měla krátký recitál.
Dne 22. srpna byla vydána reedice alba Feel, která navíc obsahuje singl „Pokonaj siebie“, videoklipy skupiny a nepublikované záběry. O měsíc dříve debutové album překročila 150 tisíc prodaných kopií a získalo diamantovou desku. V září se skupina zúčastnila charitativního koncertu „Budujemy nadzieję“ (Budujeme naděj) pro oběti vichřice. Koncert byl uspořádán v katovické aréně Spodek, kde kromě skupiny vystoupili také Zakopower, De Mono, Golec uOrkiestra a Dżem.
V říjnu byl vydán videoklip k pátému singlu „W odpowiedzi na Twój list“. Ve stejném měsíci díky hlasům diváků MTV skupina získala titul Nejlepší polský počin, nacež byla rovnou nominována na Nejlepší evropský počin na MTV Europe Music Awards. Celkový náklad debutového alba Feel překročil 200 000 prodaných kopií, čehož v 1. desetiletí 21. století zatím dosáhla jen populární skupina Ich Troje.
Dne 17. listopadu byl vydán maxisingl Pocztówka do św. Mikołaja 2, na kterém skupina nahrála píseň „Gdy Wigilia jest“ společně s Patrycjí Kosiarkiewicz a hostující účastí novinářů rádia RMF FM. V listopadu skupina na předávání cen Zlaté luky vyhrála sošku v kategorii Zpěvák roku (pro Piotra Kupichu) a Hit roku za píseň „Jak anioła głos“. Na konci roku 2008 kapela vystoupila ve Varšavě na silvestrovském koncertě televize Polsat pod názvem Sylwestrowa Moc Przebojów.
V únoru 2009 si skupina zapsala další tři nominace na ceny Fryderyk v těchto kategoriích: Skupina roku, Zpěvák roku a Píseň roku („Jak anioła głos“). Ve stejném měsíci podruhé získala Telekameru v kategorii Hudba a v dubnu na Eska Music Awards opět zvítězila v kategorii Skupina roku. Do té doby skupina koncertovala po Spojených státech a vystoupila v Chicagu nebo New Yorku.

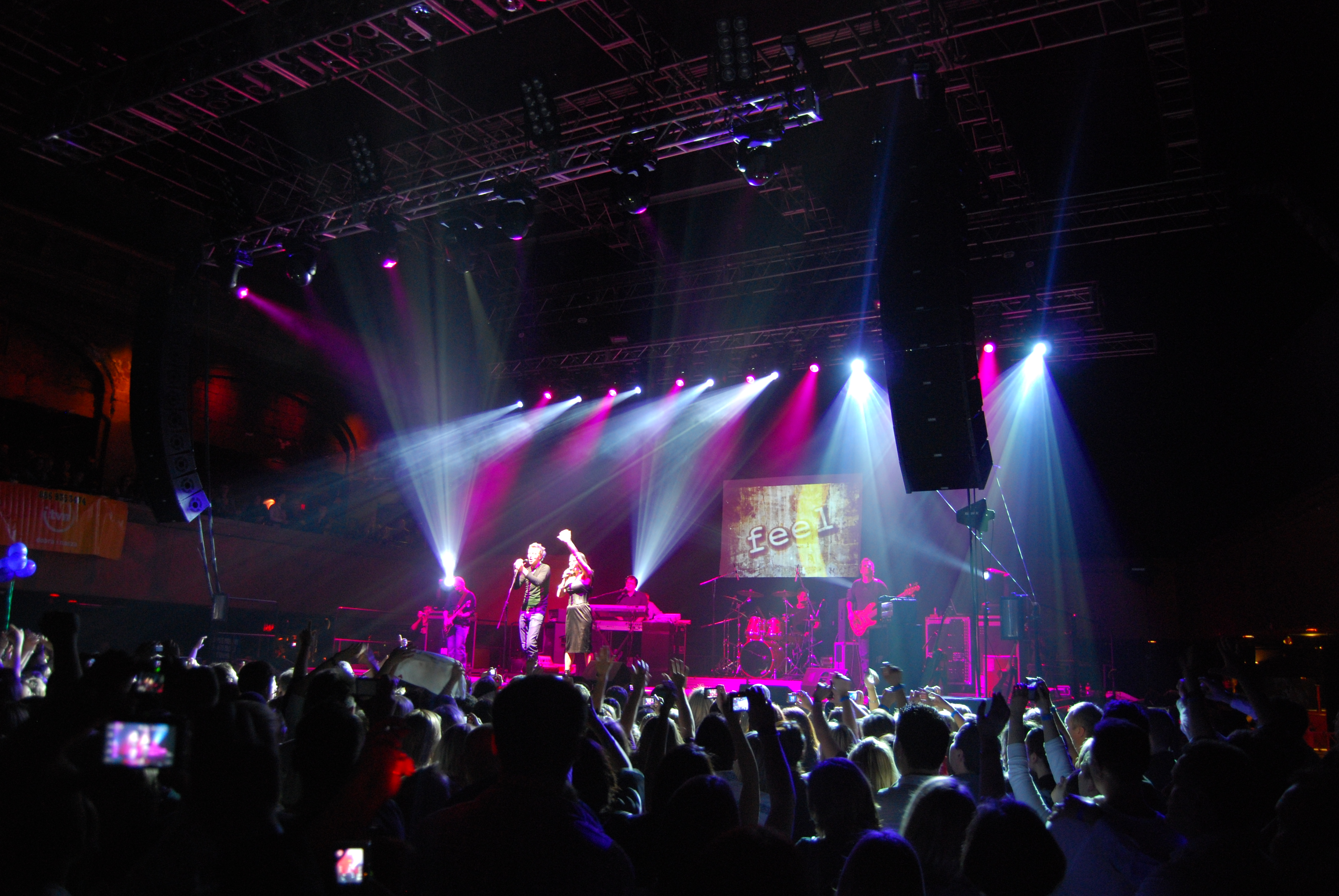
Feel běheme koncertu v New Yorku (únor 2009)

### 2009—2010: Feel 2
Dne 27. března 2009 se ve vysílání rádia Eska uskutečnila premiéra singlu „Pokaż mi niebo“ (Ukaž mi nebe). Singl byl předzvěstí nového alba Feel 2, které bylo vydáno 8. června a debutovalo na prvním místě seznamu OLiS. Album obsahuje 10 skladeb a 2 instrumentální bonusové skladby. Píseň „Tylko powiedz czego chcesz“ (Jen mi řekni, co chceš) byla nahrána spolu s Sebastianem Riedlem. V den premiéry album získalo zlatou desku, když prodej přesáhl více než 17 000 kopií.
V dubnu byl zveřejněn videoklip k písni „Pokaż mi niebo“, ve kterém jako host vystoupil Andrzej Grabowski. Videoklip byl natočen v katovické čtvrti Nikiszowiec. Na konci roku 2009 skupina navázala manažerskou spolupráci s Dariuszem Krupou, bývalým manažerem Edyty Górniak, a vydali nový singl „Urodziny“. V květnu 2010 byl vydán singl „Jeśli czegoś pragniesz“, který pochází z alba Feel 2. Album dosáhlo na platinovou desku v nákladu 30 000 kopií.

### 2010—2012: Feel 3
V prosinci 2010 skupina představila píseň „Weekend“ k propgaci komedie stejného názvu a v únoru 2011 následovala ústřední melodie „Więcej jeśli się da“ ke komediálnímu seriálu TVP, Rodzinka.pl. Od března do dubna 2011 se Piotr Kupicha účastnil pořadu „Bitwa na głosy“, která hledá nové hudební talenty. Pozvaní umělci vytvořili ve svém místě původu vlastní hudební skupiny složené z 16 zpěváků. Piotr Kupicha na soutěži předvedl svoji skupinu v lednu. Jeho skupina celý pořad vyhrála a spolu poté nahráli píseň „Zwycięstwa smak“. Všechny tyto tři nahrávky jsou umístěny na třetím albu skupiny s názvem Feel 3.
V červenci skupina představila píseň, která sloužila jako promo singl k albu Feel 3, s názvem „Cały ten świa“. Videoklip byl natočen v rodných Katowicích. Album se dostala na trh až do 18. října a po jednom měsíci na trhu obdrželo zlatou certifikaci. Album Feel 3 debutovalo na 13. místo seznamu OLiS. V listopadu se v žebříčcích objevil další singl „Jak nie to nie“. V lednu 2012 měla premiéru další píseň, která byla využita jako ústřední melodie ke komediální seriálu Ja to mam szczęście televize TVP pod stejným názvem. Ve stejném měsíci byl zveřejněn další singl z alba Feel 3 s názvem „Zwycięstwa smak“, který v dubnu byl v TOP 10 v soutěži na oficiální hymnu reprezentace Polska na Euro 2012 „Hit Biało-Czerwonych“.